# Hvidbjerg (Skive Kommune)
 For alternative betydninger, se Hvidbjerg. (Se også artikler, som begynder med Hvidbjerg)
Hvidbjerg er en landsby i Midtjylland med 357 indbyggere  (2024). Hvidbjerg er beliggende i Salling fem kilometer vest for Skive.
Landsbyen ligger i Region Midtjylland og hører under Skive Kommune. Hvidbjerg er beliggende i Hvidbjerg Sogn.
I landsbyen findes Hvidbjerg Kirke.